# 沖縄の歌と踊り
沖縄の歌と踊り（おきなわのうたとおどり）は、NHK沖縄放送局が1969年から放送されている沖縄県内向け総合テレビで放送している、伝統芸能を扱った音楽・芸能番組。

## 概要
沖縄局の前身である沖縄放送協会時代から唯一続いている番組で、NHKの地域放送番組としても数少ない長寿番組である。
組踊や琉球舞踊など沖縄県の伝統芸能を紹介する番組。
沖縄放送協会時代の一部はキネコ変換で保存されている。
現在は金曜夜や日曜午後に不定期で放送されているが、1980年代までは日曜8:30～9:00（再放送・金曜22:00～22:30）に毎週30分間放送されていた。
通常は総合テレビでの放送だが、旧盆特番のみ、高校野球中継や夏季特別番組など編成上の都合総合テレビで放送できない場合はEテレで放送されることもある。その場合は過去の再放送が多い。また教育テレビにはローカル枠が存在しないため、一部のレギュラー番組を差し替えることになる。
2003年にBS2で全国放送されたことがある（総合テレビでの全国放送はない）。
2023年5月18日放送分よりNHKプラスの「ご当地プラス（九州・沖縄エリア）」において見逃し配信の対象となった。（2週間視聴可能）

## 通常放送枠

### 2015年度まで
総合テレビ　随時金曜日　20:00-20:45
この枠については2008年度以降、九州・沖縄全体では『九州沖縄スペシャル』『きん☆すた』などを原則として毎週放送し、地域放送の枠として扱われているため、同番組の定番企画を差し替えるケースも少なくなかった。

### 2016年度
NHK全体でテレビの地域情報枠が減らされたため枠が見直された。また定期再放送も始められた。
本放送：総合テレビ　第2日曜日　13:05-13:48
再放送：総合テレビ　本放送と同週の土曜日　10:05-10:48

### 2019年度以降
（月1回・年10本程度）
本放送：総合テレビ　金曜日　19:30-19:57
再放送：総合テレビ　本放送と同週の土曜日　10:55-11:22（11:15-11:42の場合もある）